# Hiệp hội Bác ái Thánh Vinh Sơn

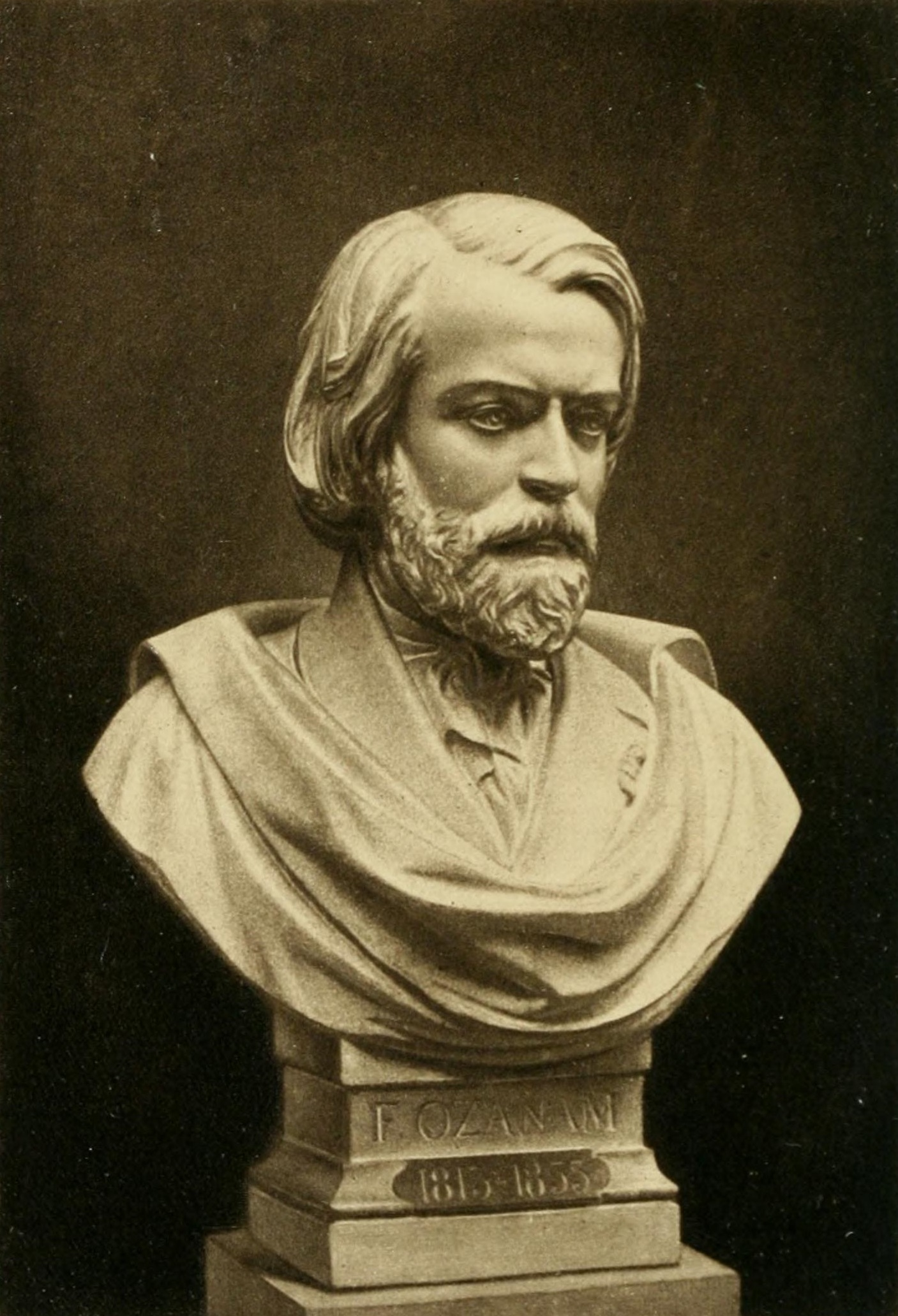
Hiệp hội Bác ái Thánh Vinh Sơn

Hiệp hội Bác ái Vinh Sơn (Conférences saint Vincent de Paul) là một tổ chức giáo dân quốc tế thuộc giáo hội Công giáo La Mã bao gồm thiện nam tín nữ ở mọi lứa tuổi, là những nhà từ thiện chuyện giúp đỡ những người kém may mắn.
Chi hội Bác ái Vinh Sơn đầu tiên được thành lập vào năm 1833 do những thành viên trẻ tuổi 1 có ý muốn tạo ra một tổ chức làm việc công quả để giúp đỡ những người cùng khổ sống ở Paris, nước Pháp. Chi hội này được thành lập bởi Frederick Hồng phúc, luật sư, nhà văn và giáo sư của Đại học Sorbonne.
Hiệp hội nhận tên thánh Vinh Sơn làm bổn mạng (quan thầy) theo mong muốn của Nữ tu 
Rosalie Rendu, Nữ tử bác ái (Daughter of Charity). Bà Rosalie (được Đức Giáo hoàng Gioan Phaolô II phong chân phước vào năm 2004) là một thành viên của hội Con Đức Mẹ (Daughters of Charity) của Thánh Vinh Sơn Phaolô (St. Vincent de Paul), một nhóm tín nữ tình nguyện phục vụ những người kém may mắn, do hai vị đồng sáng lập: Thánh Vinh Sơn Phaolô và Thánh nữ St. Louise de Marillac. Nữ tu Rosalie, có công trạng chăm sóc người nghèo trong khu ổ chuột của Paris, làm hướng đạo viên cho Frédéric Hồng phúc và các cộng sự viên trong việc tiếp xúc với đối tượng phục vụ của họ.

## Đại gia đình Vinh Sơn
Hiệp hội Bác ái Vinh Sơn là một thành phần trong Đại gia đình Vinh Sơn bao gồm:
- Tu hội Truyền giáo (Congregation of the Mission) (các tu sĩ Vinh Sơn và Nam nhân Bác ái, Thánh Vinh Sơn Phaolô thành lập)
- Nữ Tử Bác Ái (Daughters of Charity)
- Hội Các Bà Bác ái (Ladies of Charity) (tổ chức tín nữ từ thiện, Thánh Vinh Sơn Phaolô thành lập)
- Nữ tử Bác ái theo phương hướng Seton (do Thánh nữ Elizabeth Ann Seton[1] thành lập)
- Liên hiệp các công trình Pháp quốc UOF[2]
- và một số tổ chức khác, kể cả những nhóm tín hữu trong Cộng đồng Anh giáo (Giáo hội Anh giáo, Giáo hội Giám lý Hoa Kỳ,..).

Thành viên của Hiệp hội khoảng 950.000 người ở 130 quốc gia trên toàn thế giới, các thành viên này liên kết hoạt động thông qua những cái được gọi là "các hội nghị". Một hội nghị có thể không dựa vào giáo hội, cộng đồng trung ương, nhà trường, bệnh viện, v.v., và được những người tình nguyện Công giáo lập ra với tôn chỉ đóng góp thời gian và của cải để trợ giúp người khác trong cộng đồng. Người ngoài Công giáo cũng có thể tham gia với sự hiểu biết rằng Hiệp hội là một tổ chức Công giáo. Đại học Thánh Gioan tại New York đi theo đường hướng Vinh Sơn và điều hành Trung tâm Vinh Sơn trong làng đại học Queens của họ.
Youth SVP là tổ chức giới trẻ lớn nhất trong Giáo hội Công giáo của Anh quốc và xứ Wales. Từ năm 1999, có hơn 8000 thanh niên đã hoạt động cụ thể hóa đức tin bằng cách gia nhập vào Youth SVP, tại 132 quốc gia trên thế giới.

## Tinh thần Vinh Sơn
Ơn kêu gọi theo tinh thần Thánh Vinh Sơn
Hiệp hội Bác ái Vinh Sơn bao gồm những người giáo dân nam, nữ, giới trưởng thành và giới thanh niên có ưu tư củng cố trách nhiệm của họ trong lĩnh vực tâm linh và trần thế.
Giữ quân bình giữ việc đào sâu tâm linh và dấn thân xã hội
Hội viên Vinh Sơn là những người muốn thực hiện sư quân bình giữa đời sống tâm linh và dấn thân phục người kém may mắn. Họ suy tư về những vấn đề của xã hội một cách cá nhân, và cùng với Hiệp hội cố gắng giải quyết vấn đề thao theo những tiêu chuẩn mới nhất đang hiện hành.
| Cá nhân                                                                | Hiệp hội                                                                             |
| Suy niệm giáo huấn của Phúc âm, của Giáo hội Công giáo.                | Dấn thân triệt để dưới sự soi sáng của các học thuyết xã hội chính thức loan truyền. |
| Tham dự tĩnh tâm, hồi tâm, và cầu nguyện mỗi ngày trước khi hoạt động. | Đưa hoạt động vào Kinh nguyện (làm việc giống như một lời kinh).                     |
| Trở thành con người chiêm niệm.                                        | Trở thành con người hoạt động.                                                       |

Người kém may mắn là những người nghèo khó, bị bỏ rơi, bị loại trừ, là người đang đau khổ, bất kể chủng tộc, quan điểm hoặc tín ngưỡng.
Phục vụ cá nhân và thường xuyên
Hội viên Vinh Sơn tự làm cho mình trở thành người phục vụ: thực thi bác ái trong sự tiếp xúc gần gũi, mỗi cá nhân phục vụ trực tiếp và thường xuyên cho những người kém may mắn, phải xem họ như những người bạn, chứ không phải là những cá nhân cần sự trợ giúp.
Phải là bạn bè để yêu thương
Tình bạn là "chất xi măng" liên kết giữa các hội viên Vinh Sơn với nhau, cũng như liên kết họ với những người kém may mắn.
Đem đến niềm vui không ồn ào rầm rộ
Thánh Vinh Sơn Phaolô nói rằng: "Sự phục vụ người nghèo phải được thực hiện với niềm vui, lòng can đảm và sự kiên trì". Hội viên Vinh Sơn phải đến với người khác với tấm lòng thanh thản (hơn là với đôi tay chất đầy quà biếu).
Lòng thanh thản là thành quả của sự rèn luyện đức tính khiêm nhường và tính cách đơn sơ.
Trung tín với Giáo hội Công giáo
Hội viên Vinh Sơn là thành viên của một tổ chức giáo dân Kitô giáo, tham dự vào hoạt động bác ái của giáo dân Kitô hữu trên khắp thế giới để phục vụ những người kém may mắn.
1 Những thành viên tiên khởi:
| Tên thành viên          | Thời gian sống | 23-4-1833 |
| Frédéric Antoine Ozanam | 1813-1853      | 20 tuổi   |
| Auguste Le Tailladier   | 1811-1886      | 22 tuổi   |
| François Lallier        | 1814-1887      | 19 tuổi   |
| Paul Lamache            | 1810-1892      | 23 tuổi   |
| Félix Clavé             | 1811-1853      | 22 tuổi   |
| Jules Devaux            | 1811-1881      | 22 tuổi   |
| Nhà tài trợ             |                |           |
| Emmanuel Bailly         | 1794-1861      | 39 tuổi   |

2 950.000 thành viên là số liệu mới của Thủ bản Hiệp hội Bác ái Vinh Sơn